# Pseudocercospora pterocauli
Pseudocercospora pterocauli är en svampart som först beskrevs av Franz Petrak, och fick sitt nu gällande namn av Deighton 1976. Pseudocercospora pterocauli ingår i släktet Pseudocercospora och familjen Mycosphaerellaceae.   Inga underarter finns listade i Catalogue of Life.